# Prijscontrole

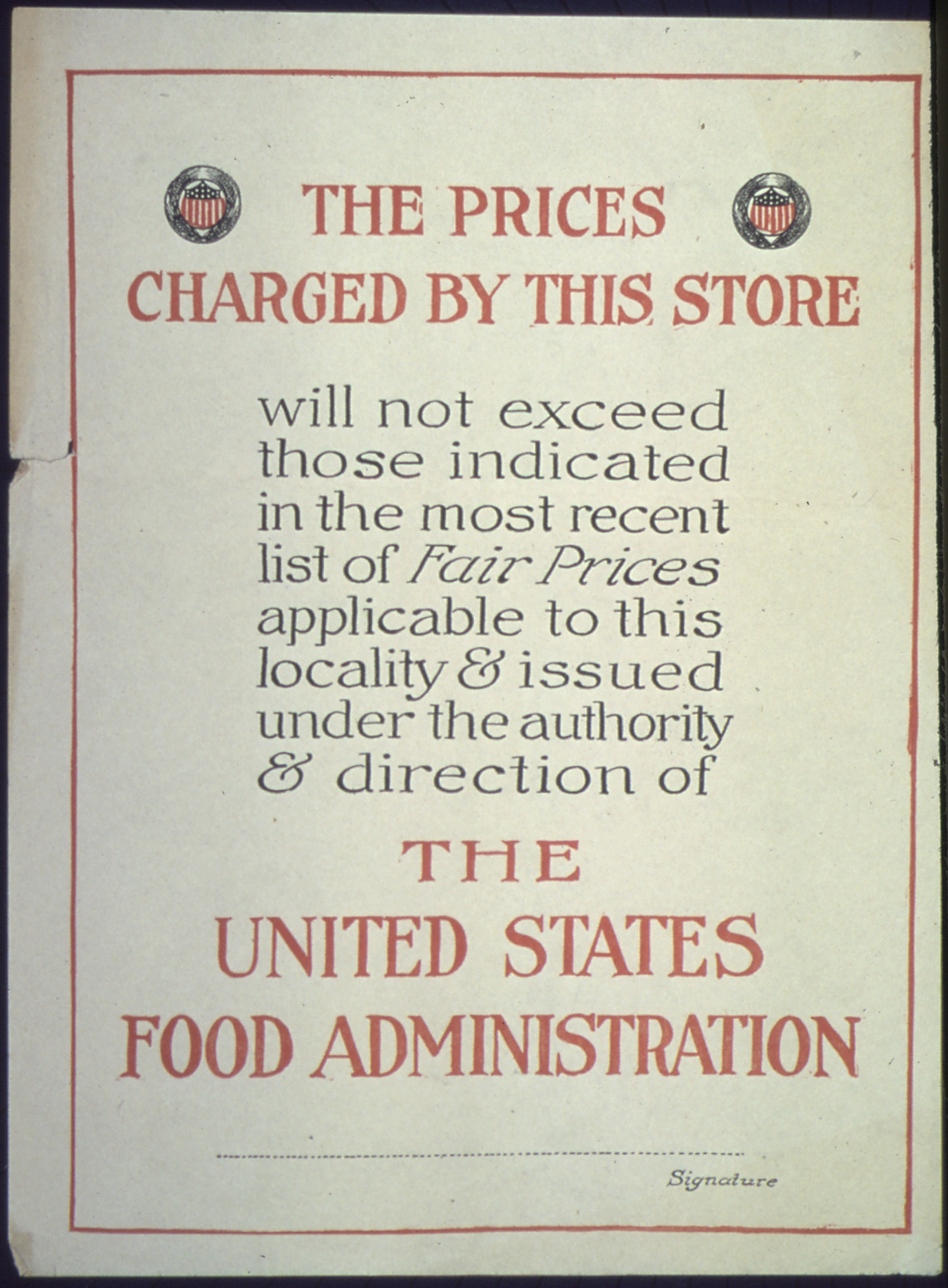
Poster uit de Eerste Wereldoorlog van de United States Food Administration.

Prijscontroles zijn overheidsbeperkingen op de prijzen, die in een markt voor goederen en diensten in rekening kunnen worden gebracht. De bedoeling achter de implementatie van prijscontroles kan voortkomen uit de wens om de betaalbaarheid van het basisvoedsel en andere goederen te garanderen; om tijdens tekorten speculatie in bepaalde goederen tegen te gaan; om of de inflatie te vertragen. Een ander beleidsdoel van prijscontroles kan zijn om aanbieders van bepaalde belangrijk geachte goederen (bijvoorbeeld het basisvoedsel) van een minimuminkomen te voorzien.
Er zijn twee primaire vormen van prijscontrole, een prijsplafond, die de maximale prijs bepaalt die kan worden gevraagd, en een bodemprijs, die de minimumprijs reguleert die kan worden gevraagd.
Historisch gezien zijn prijscontroles vaak opgelegd als onderdeel van een omvangrijker pakket aan inkomensbeleid, waar vaak ook loonmaatregelen en andere regulerende elementen deel van uitmaken.
Hoewel prijscontroles vaak door overheden worden gebruikt, zijn economen het er over het algemeen over eens dat consumentenprijscontroles in markteconomieën niet bereiken wat ze beogen. De meeste economen raden daarom aan dergelijke controles te vermijden.
In 2023 kwam er in Nederland in het kader van de energiecrisis een prijsplafond voor energie dat door subsidie van de overheid de prijs van energie tot een bepaald verbruik per huishouden beperkt. Daarnaast is er vanaf 2022 in de EU een prijsplafond voor olie uit Rusland, dat scheepvaartbedrijven verbiedt om Russische olie te transporteren als die olie wordt verkocht voor een prijs die hoger ligt dan het plafond. Dit is (ook) bedoeld als sanctie.